# 大阪市立宮原中学校
大阪市立宮原中学校（おおさかしりつ みやはらちゅうがっこう）は、大阪府大阪市淀川区にある公立中学校。

## 概要
新大阪駅の北側の地域を校区とする。大阪市立三国中学校の過大規模解消のため、淀川区で6番目の公立中学校として、同校の校区を分離する形で1982年に開校した。

## 沿革
- 1982年4月1日 - 大阪市立宮原中学校として、現在地に開校。
- 1982年5月21日 - 体育館完成。
- 1982年6月30日 - プール竣工。
- 1983年6月16日 - 校歌制定。
- 2012年4月1日 - 西宮原2丁目の一部の通学区域を宮原中学校から大阪市立三国中学校に変更[1]。

## 通学区域
- 大阪市立北中島小学校と大阪市立宮原小学校の通学区域。
  - 大阪市淀川区 東三国1丁目・4丁目、宮原1丁目-5丁目、三国本町1丁目、西宮原1丁目の全域および2丁目・3丁目のそれぞれ一部。

## 出身者
- aiko（シンガーソングライター）
- PUSHIM
- 夢城えれん(宝塚歌劇団　星組)
- 小谷 昌太郎(俳優・モデル)

## 交通
- Osaka Metro御堂筋線 東三国駅 南西へ約800m。
- 阪急宝塚本線 三国駅 東へ約1km。
- 東海道・山陽新幹線、東海道本線（JR京都線）、おおさか東線、Osaka Metro御堂筋線 新大阪駅 北西へ約1km。